# سال اسلحه
سال اسلحه محصول ۱۹۹۱ آمریکا فیلمی مهیج به کارگردانی جان فرانکن‌هایمر و بازی بازیگرانی چون اندرو مک‌کارتی، شارون استون و والریا گولینو می‌باشد.

## داستان فیلم
در این فیلم یک نویسنده آمریکایی به نام دیوی ریبورن که در رم ساکن است و برای یک روزنامه کوچک انگلیسی زبان کار می‌کند به‌طور تصادفی گرفتار نقشه تروریستی گروه بریگاد سرخ که قصد ربودن نخست‌وزیر ایتالیا آلدو مورو را دارند می‌شود و تروریست‌ها سعی می‌کنند دیوید را بکشند و در نتیجه دیوید و دوست عکاس خبریش باید سعی کنند تا زنده بمانند.